# Felicia alba
Felicia alba là một loài thực vật có hoa thuộc họ Asteraceae.
Loài này chỉ có ở Namibia.
Môi trường sống tự nhiên của chúng là xavan khô.
Chúng hiện đang bị đe dọa vì mất môi trường sống.